# Коротнев, Алексей Алексеевич
Алексе́й Алексе́евич Ко́ротнев (1854—1915) — русский зоолог, профессор университета Св. Владимира, член-корреспондент Петербургской Академии Наук (1903). Получил научную известность работами по эмбриологии, в частности, кишечнополостных, мшанок, оболочников и насекомых.

## Биография
В 1876 году окончил Московский университет, ученик А. П. Богданова. В 1881 году защитил докторскую диссертацию. В 1887 году стал профессором Киевского университета.
В 1885 и 1890—1891 годах совершил путешествия на острова Индийского и Тихого океанов, где собрал обширные зоологические коллекции.
Основал в 1886 году русскую биологическую станцию на Средиземном море (Виллафранка), где учёный работал ещё студентом, в 1874 году. Станция была организована в значительной мере на личные средства Коротнева и открыта при активном содействии Морского министерства России в здании бывшей сардинской каторжной тюрьмы, построенной в 1769 году. Это здание было бесплатно передано Сардинским королевством в бессрочную аренду под базу русского флота (1857), а позднее аналогичный договор был заключен и с Францией. Главные задачи зоологической станции виделись Коротневу, хозяину-основателю и пожизненному директору, в организации практик по морской биологии для студенческой молодёжи, что не делалось тогда на других станциях, и предоставлении возможности комфортной работы по разнообразным темам, связанным с морскими обитателями, специалистами-биологами. С самого начала станция имела интернациональный характер, хотя приезжающие из России пользовались некоторыми преимуществами.
В 1898 году Коротнев и хранитель Зоологического музея Киевского университета Ю. Н. Семенкевич во время своей научной экскурсии на Шпицберген, собрали богатую зоологическую и ботаническую коллекции, которые привезли в Россию.
В течение трёх лет (1900—1902) Коротнев руководил экспедицией на Байкал, снаряжённой Министерством земледелия и государственных имуществ. Эта экспедиция преследовала как практический интерес (промысловый — уже в то время Байкал славился своими рыбными богатствами), так и теоретический — разнообразие фауны озера было совершенно необычным для пресноводных бассейнов. Первоначально экспедиция, в которой участвовали также Ю. Н. Семенкевич и В. П. Гаряев, совершалась, главным образом, вдоль берегов, пробы брались на незначительных глубинах. Летом 1901 года Коротнев был вынужден отправиться на Байкал на собственные средства. Судя по его дружеской переписке с А. П. Чеховым, для Коротнева это был далеко не самый лучший период в жизни. В 1902 году, когда зоологическая экспедиция уже обладала большими техническими и финансовыми средствами, выделенными правительством,  были проведены глубоководные исследования. Собранный обширный материал в короткие сроки был обработан и опубликован в серии изданий, в том числе в юбилейном сборнике «Фауна Байкала» под редакцией Коротнева, посвященном 50-летию Восточно-Сибирского отдела Императорского Русского географического общества. В отчётах экспедиции Коротнев подробно описал промысел байкальской нерпы тех лет, ихтиофауну озера, рыбный промысел.
В феврале 1901 года учёный путешествовал с А. П. Чеховым и M. М. Ковалевским по Италии.

## Комментарии
1. ↑  Юлий Николаевич Семенкевич (1859—1942) — биолог, доцент и заведующий Зоологическим музеем Киевского университета (1898?—1915?) — см. Похороненные на Лукьяновском кладбище  (укр.)